# Javier Mejías
Javier Mejías Leal (* 30. September 1983 in Madrid) ist ein ehemaliger spanischer Radrennfahrer.

## Sportliche Karriere
Javier Mejías gewann 2005 jeweils zwei Etappen bei der Vuelta a Extremadura. 2007 feierte er bei der Vuelta a Chihuahua den Sieg auf der ersten Etappe; in der Gesamtwertung belegte er den fünften Rang. Zudem startete er bei der Vuelta a España und wurde 50. der Gesamtwertung. 2016 wurde er Zweiter der Tour de Korea. 2017 beendete er seine Radsportlaufbahn.

## Erfolge
2005
- zwei Etappen Vuelta a Extremadura

2007
- eine Etappe Vuelta a Chihuahua

## Teams
- 2005 Saunier Duval-Prodir (Stagiaire)
- 2006 Saunier Duval-Prodir
- 2007 Saunier Duval-Prodir
- 2008 Saunier Duval-Scott / Scott-American Beef
- 2009 Fuji-Servetto
- 2010 Team Type 1
- 2011 Team Type 1-Sanofi
- 2012 Team Type 1-Sanofi
- 2013 Team Novo Nordisk
- 2014 Team Novo Nordisk
- 2015 Team Novo Nordisk
- 2016 Team Novo Nordisk
- 2017 Team Novo Nordisk